# České Budějovice vasútállomás
České Budějovice vasútállomás egy csehországi vasútállomás, České Budějovice városban, a központtól keletre.

## Szomszédos állomások
A vasútállomáshoz az alábbi állomások vannak a legközelebb:
- České Budějovice severní zastávka
- České Budějovice jižní zastávka
- Nové Hodějovice

## Galéria

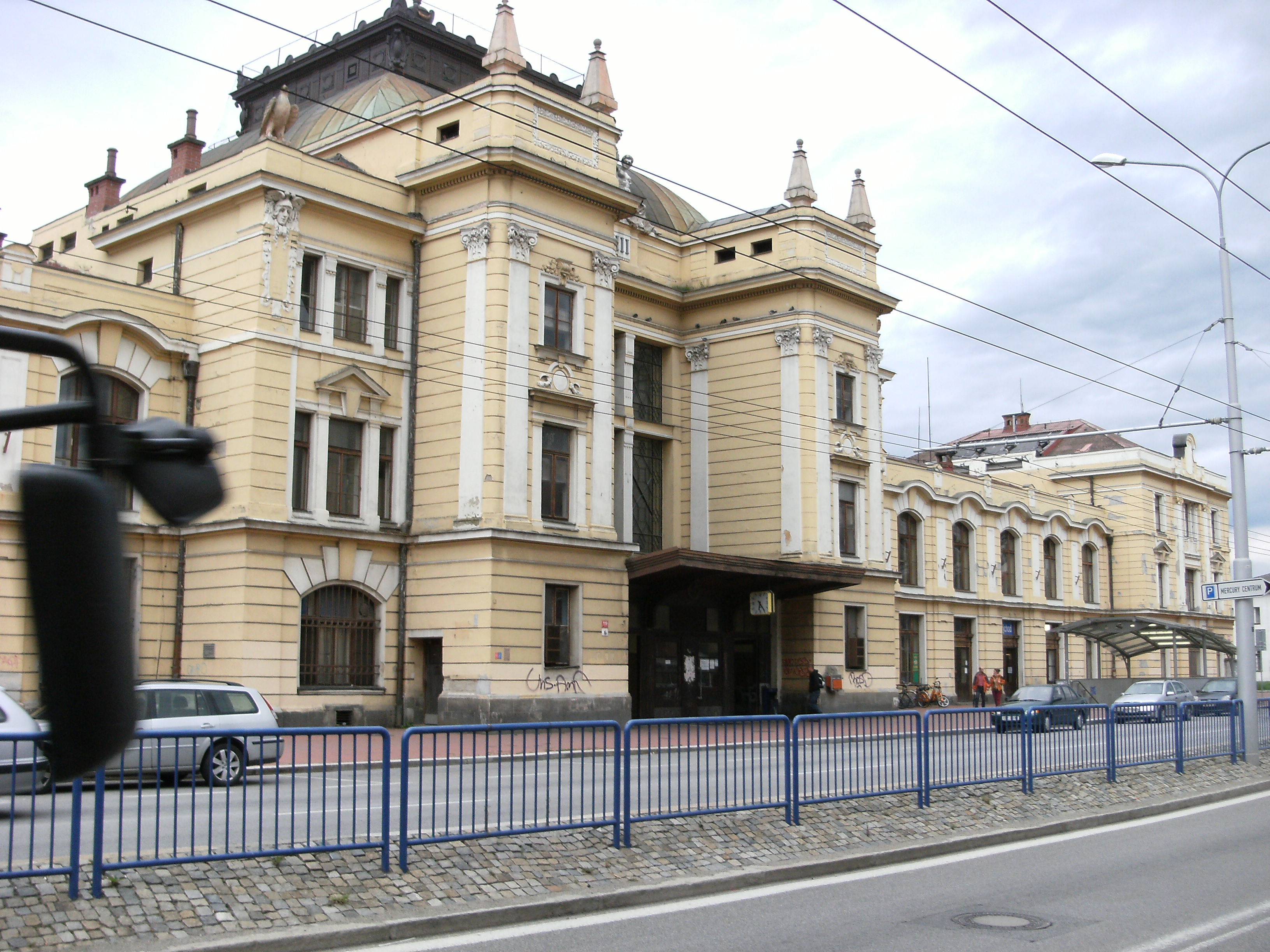
Az állomás kívülről
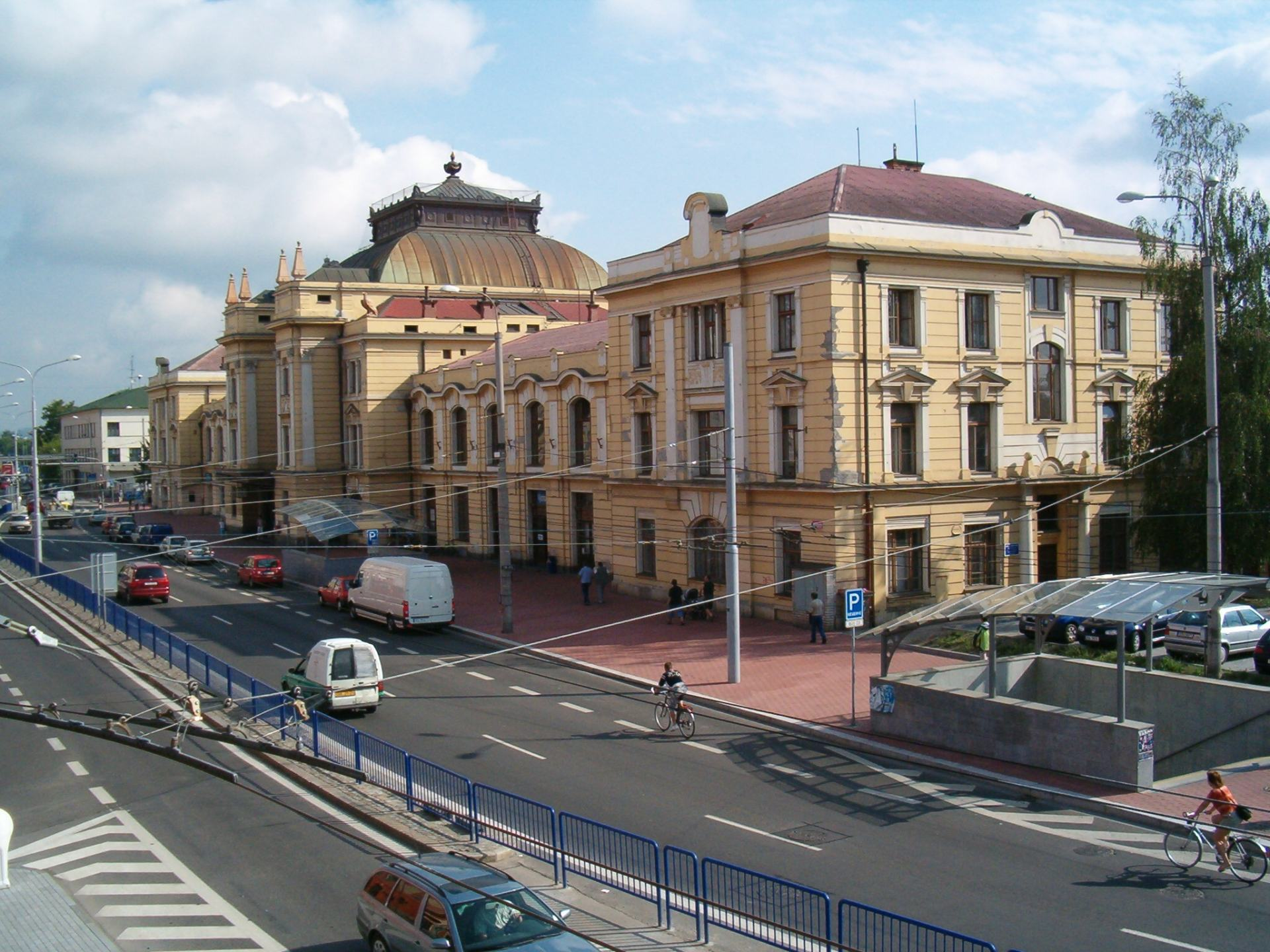
Az állomás kívülről
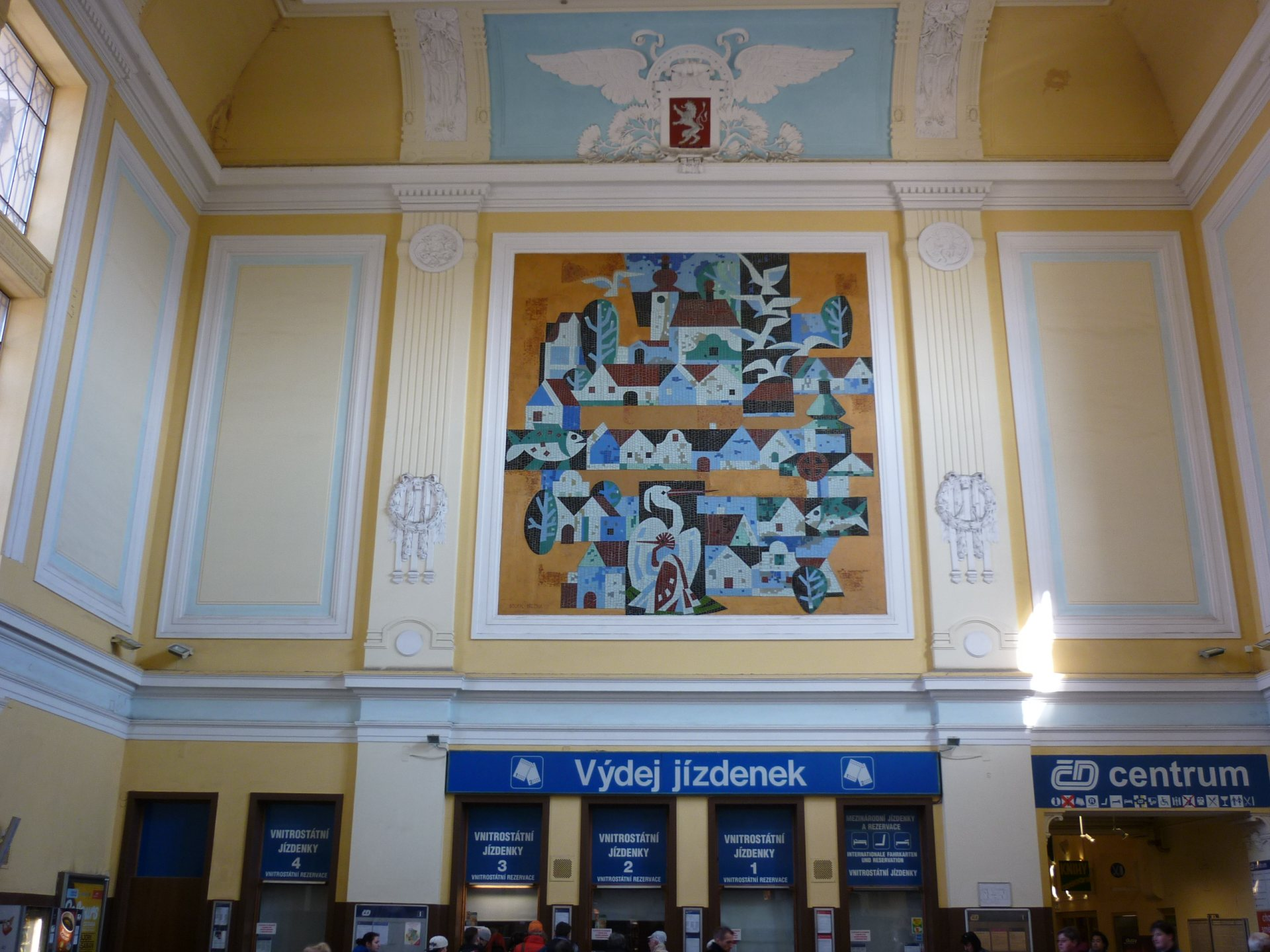
Az állomás belülről
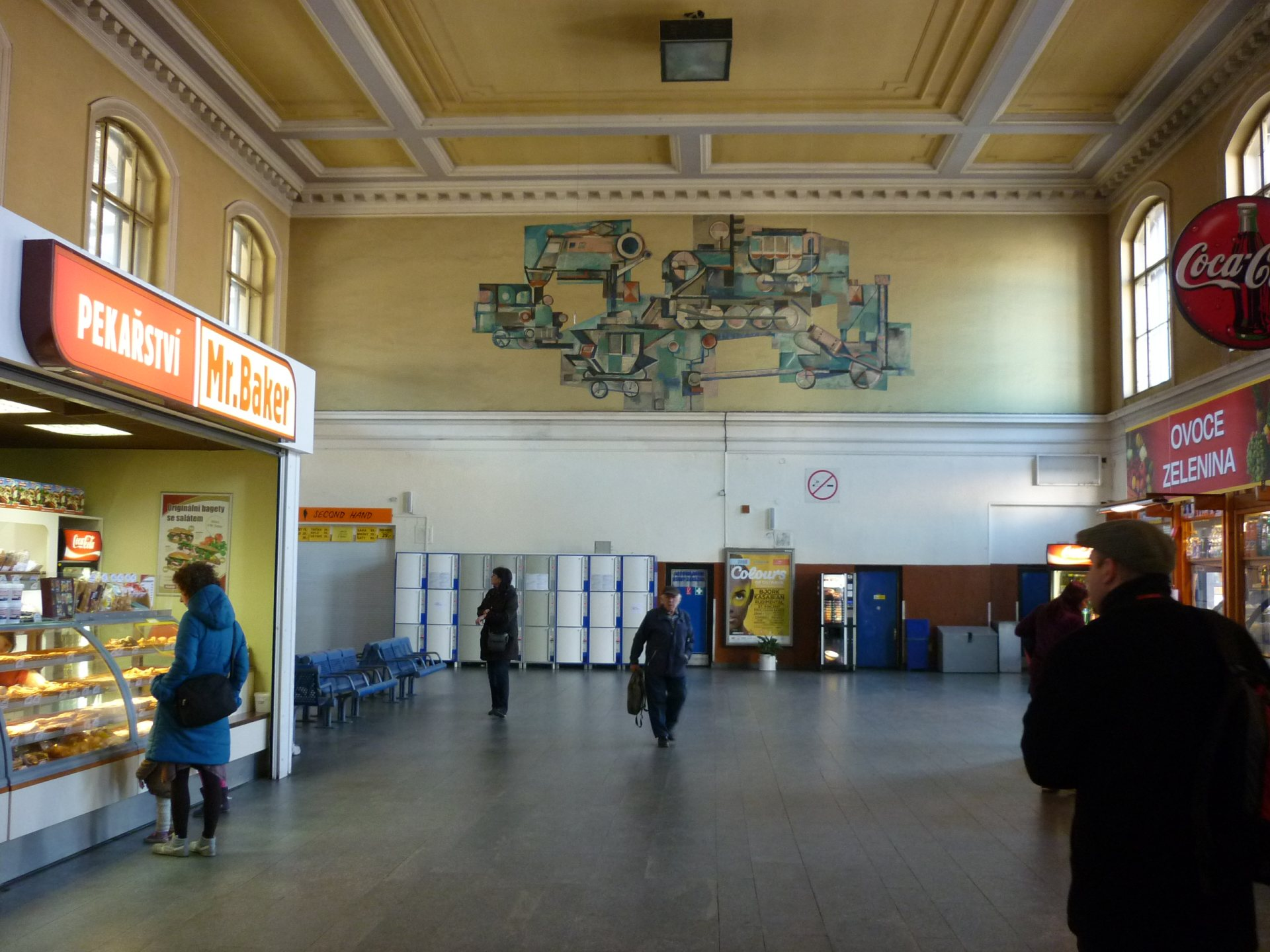
Az állomás belülről
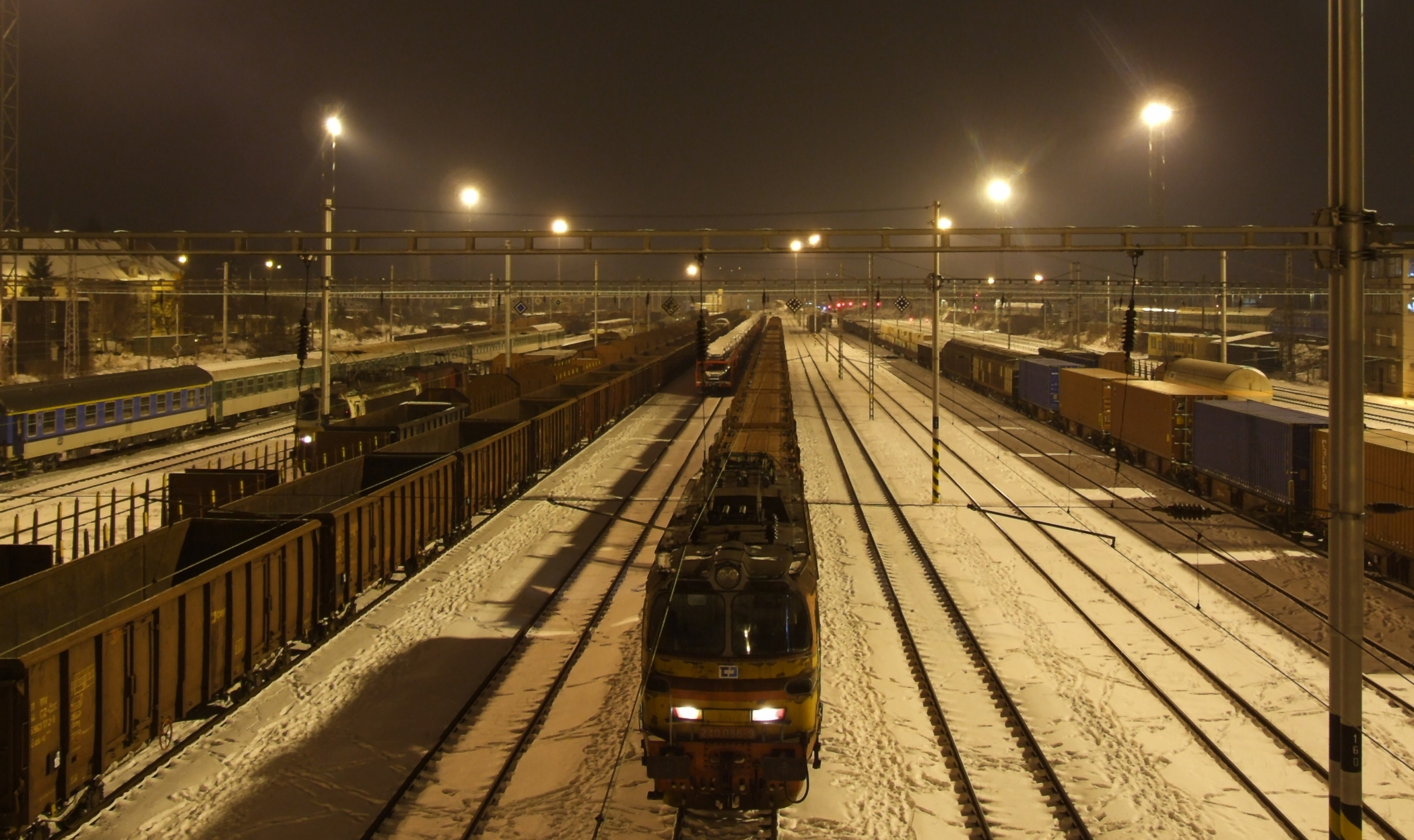
A vágányok
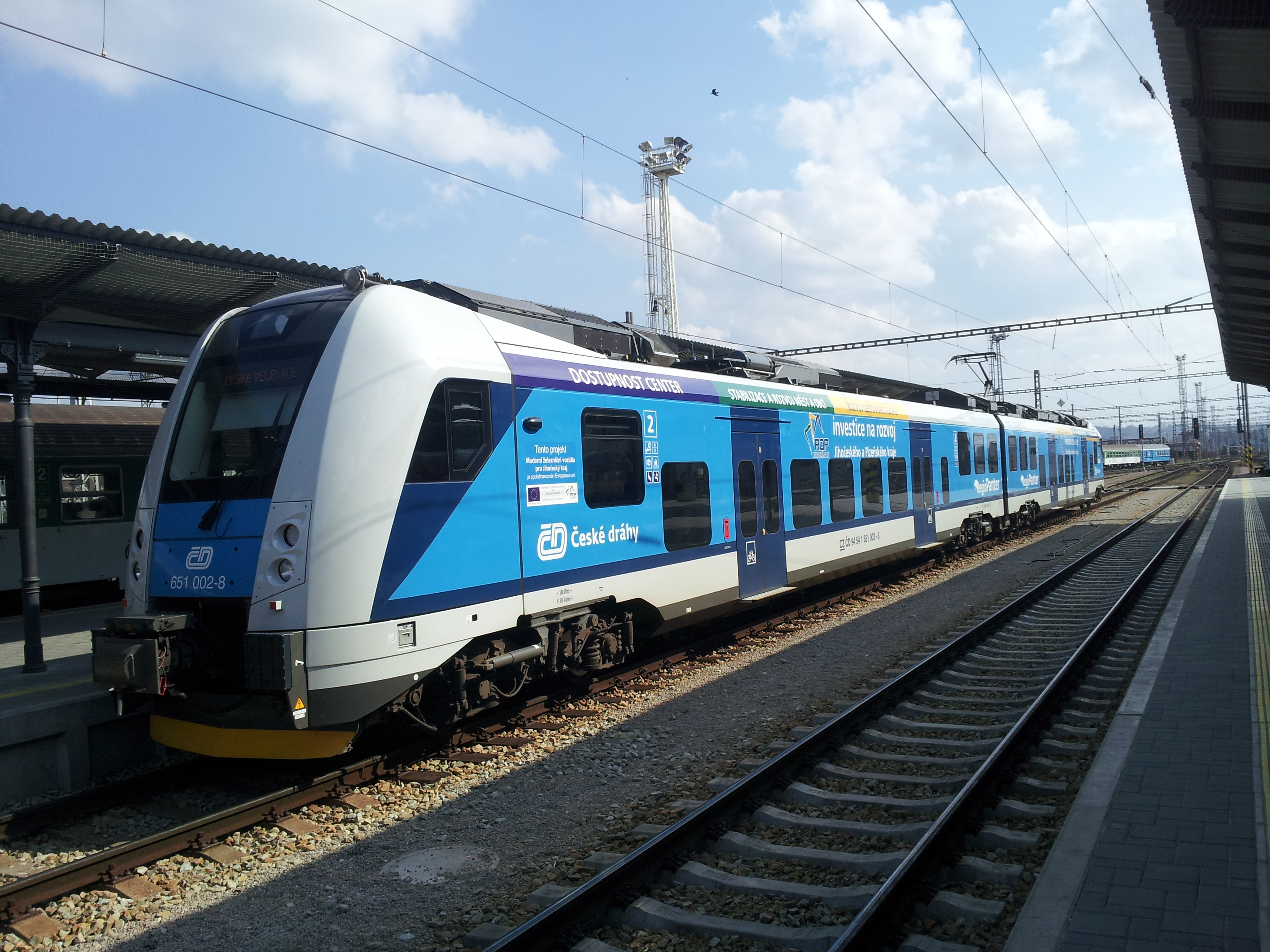
Egy vonat az állomáson